# Eirik Schau Giskås
Eirik Schau Giskås (9 luglio 2002) è uno sciatore alpino norvegese.

## Biografia
Specialista delle prove tecniche attivo dal novembre del 2018, Eirik Schau Giskås ha esordito in Coppa Europa l'11 febbraio 2022 a Kvitfjell in supergigante (44º); non ha debuttato in Coppa del Mondo e non ha preso parte a rassegne olimpiche o iridate.

## Palmarès

### Coppa Europa
- Miglior piazzamento in classifica generale: 152º nel 2025

### Campionati norvegesi
- 1 medaglia:
  - 1 bronzo (slalom gigante nel 2025)